# Vernègues
Vernègues (en occitan provençal : lo Vernegue selon la norme classique ou lou Vernegue selon la norme mistralienne) est une commune française, située dans le département des Bouches-du-Rhône en région Provence-Alpes-Côte d'Azur. Elle fait partie de la métropole d'Aix-Marseille-Provence. Ses habitants sont appelés les Vernegais. La commune est composée de deux villages : Vernègues et Cazan.

## Géographie
Situé à 352 mètres d'altitude sur le plateau du Grand Puech, Vernègues se trouve à 33 km au nord-ouest d'Aix-en-Provence et 10 km de Salon-de-Provence.

### Communes limitrophes
| Alleins | Mallemort | Charleval |
|         | Vernègues |           |
| Aurons  |           | Lambesc   |

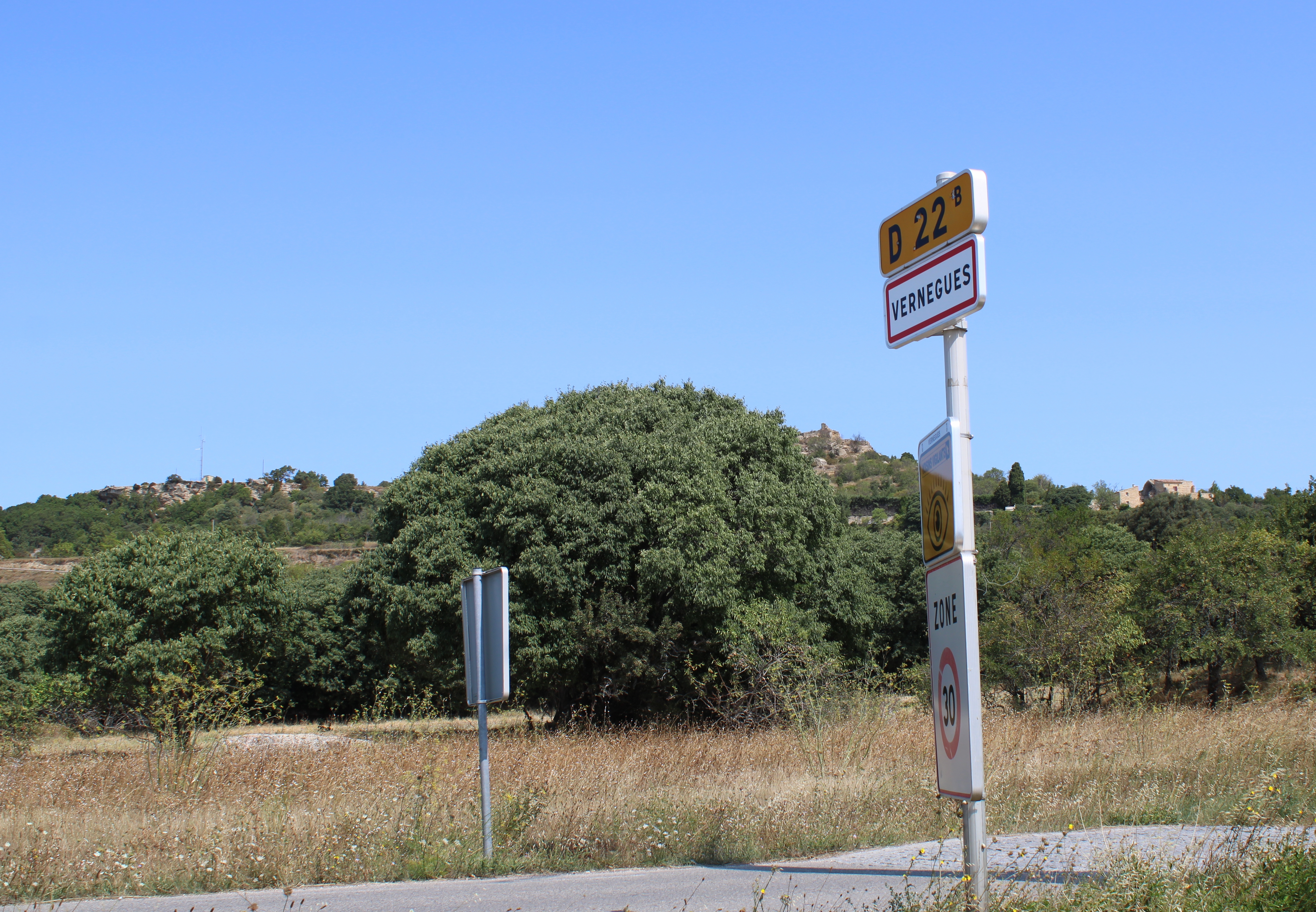
Entrée de la commune avec en arrière plan l'ancien village.
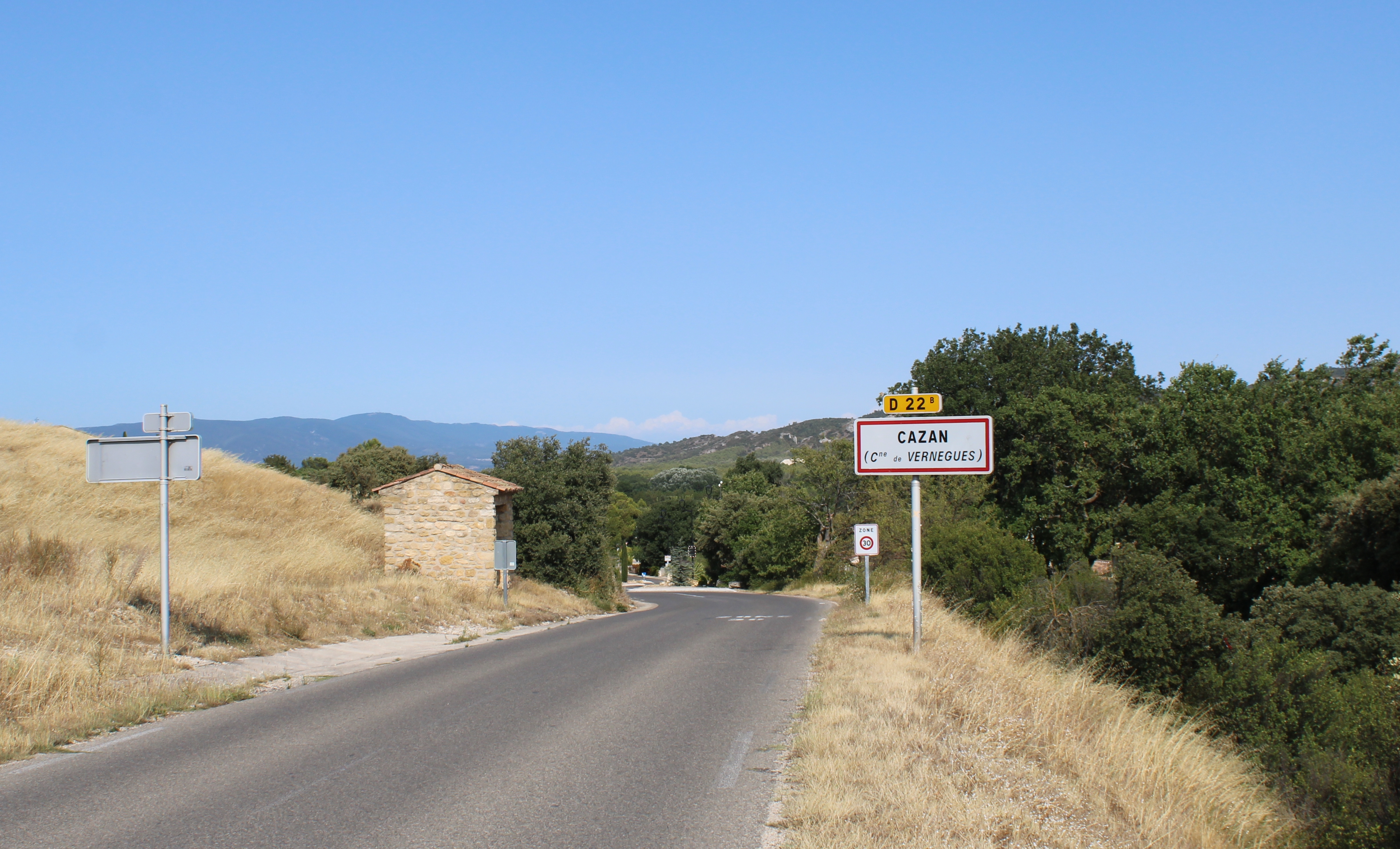
Entrée du hameau de Cazan.

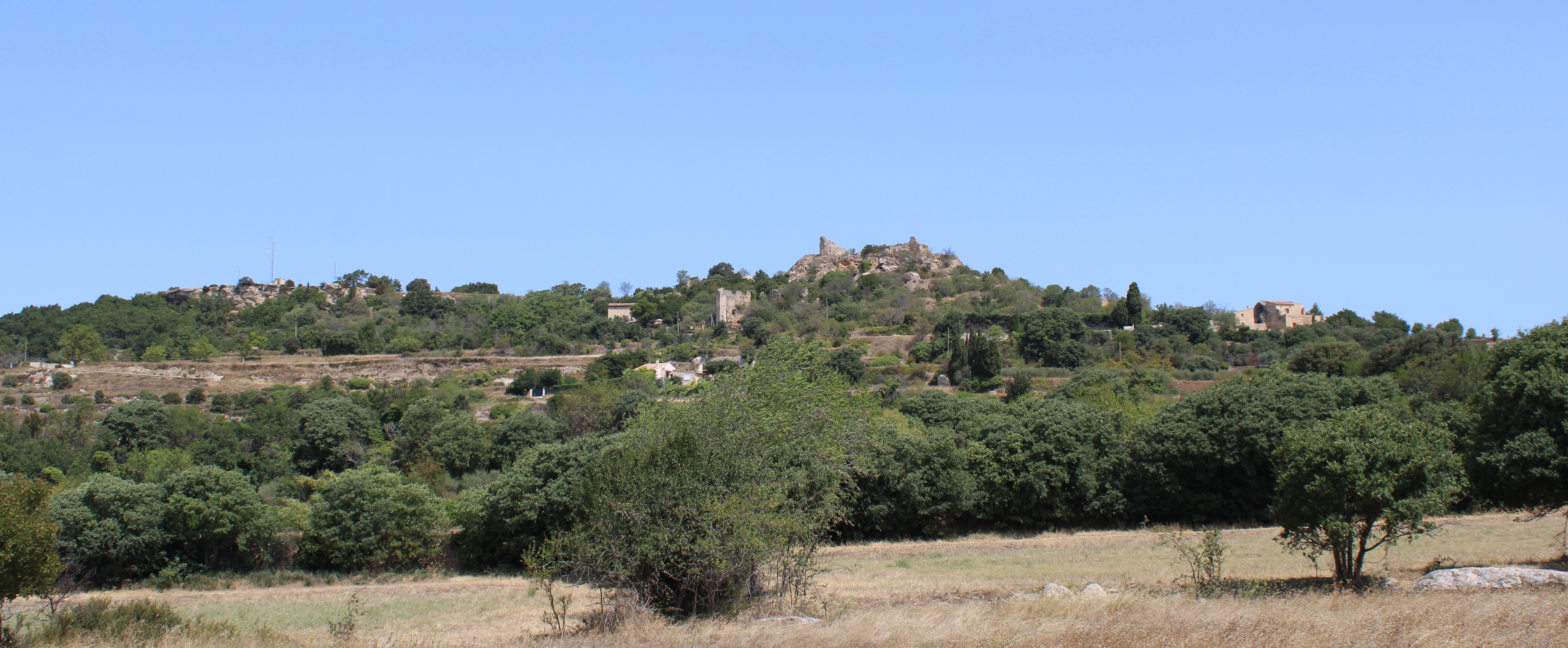
Panorama de la colline de l'ancien village détruit par le tremblement de terre de 1909.

### Climat
Pour des articles plus généraux, voir Climat de Provence-Alpes-Côte d'Azur et Climat des Bouches-du-Rhône.
En 2010, le climat de la commune est de type climat méditerranéen franc, selon une étude du Centre national de la recherche scientifique s'appuyant sur une série de données couvrant la période 1971-2000. En 2020, Météo-France publie une typologie des climats de la France métropolitaine dans laquelle la commune est exposée à un climat méditerranéen et est dans la région climatique  Provence, Languedoc-Roussillon, caractérisée par une pluviométrie faible en été, un très bon ensoleillement (2 600 h/an), un été chaud (21,5 °C), un air très sec en été, sec en toutes saisons, des vents forts (fréquence de 40 à 50 % de vents > 5 m/s) et peu de brouillards. 
Pour la période 1971-2000, la température annuelle moyenne est de 14,2 °C, avec une amplitude thermique annuelle de 16,6 °C. Le cumul annuel moyen de précipitations est de 673 mm, avec 6,4 jours de précipitations en janvier et 2,3 jours en juillet. Pour la période 1991-2020, la température moyenne annuelle observée sur la station météorologique de Météo-France la plus proche, « Salon-de-Provence », sur la commune de Salon-de-Provence à 8 km à vol d'oiseau, est de 14,7 °C et le cumul annuel moyen de précipitations est de 594,1 mm. 
La température maximale relevée sur cette station est de 43,4 °C, atteinte le 28 juin 2019 ; la température minimale est de −18,5 °C, atteinte le 12 février 1956,,. 
Les paramètres climatiques de la commune ont été estimés pour le milieu du siècle (2041-2070) selon différents scénarios d'émission de gaz à effet de serre à partir des nouvelles projections climatiques de référence DRIAS-2020. Ils sont consultables sur un site dédié publié par Météo-France en novembre 2022.

## Urbanisme

### Typologie
Au 1er janvier 2024, Vernègues est catégorisée bourg rural, selon la nouvelle grille communale de densité à 7 niveaux définie par l'Insee en 2022.
Elle appartient à l'unité urbaine de Mallemort, une agglomération intra-départementale dont elle est une commune de la banlieue,. Par ailleurs la commune fait partie de l'aire d'attraction de Marseille - Aix-en-Provence, dont elle est une commune de la couronne,. Cette aire, qui regroupe 115 communes, est catégorisée dans les aires de 700 000 habitants ou plus (hors Paris),.

### Occupation des sols
L'occupation des sols de la commune, telle qu'elle ressort de la base de données européenne d’occupation biophysique des sols Corine Land Cover (CLC), est marquée par l'importance des forêts et milieux semi-naturels (57 % en 2018), en diminution par rapport à 1990 (59,7 %). La répartition détaillée en 2018 est la suivante : forêts (28,5 %), milieux à végétation arbustive et/ou herbacée (28,5 %), zones agricoles hétérogènes (14,3 %), cultures permanentes (11,9 %), terres arables (9,1 %), zones urbanisées (7,6 %), espaces verts artificialisés, non agricoles (0,1 %). L'évolution de l’occupation des sols de la commune et de ses infrastructures peut être observée sur les différentes représentations cartographiques du territoire : la carte de Cassini (XVIIIe siècle), la carte d'état-major (1820-1866) et les cartes ou photos aériennes de l'IGN pour la période actuelle (1950 à aujourd'hui).

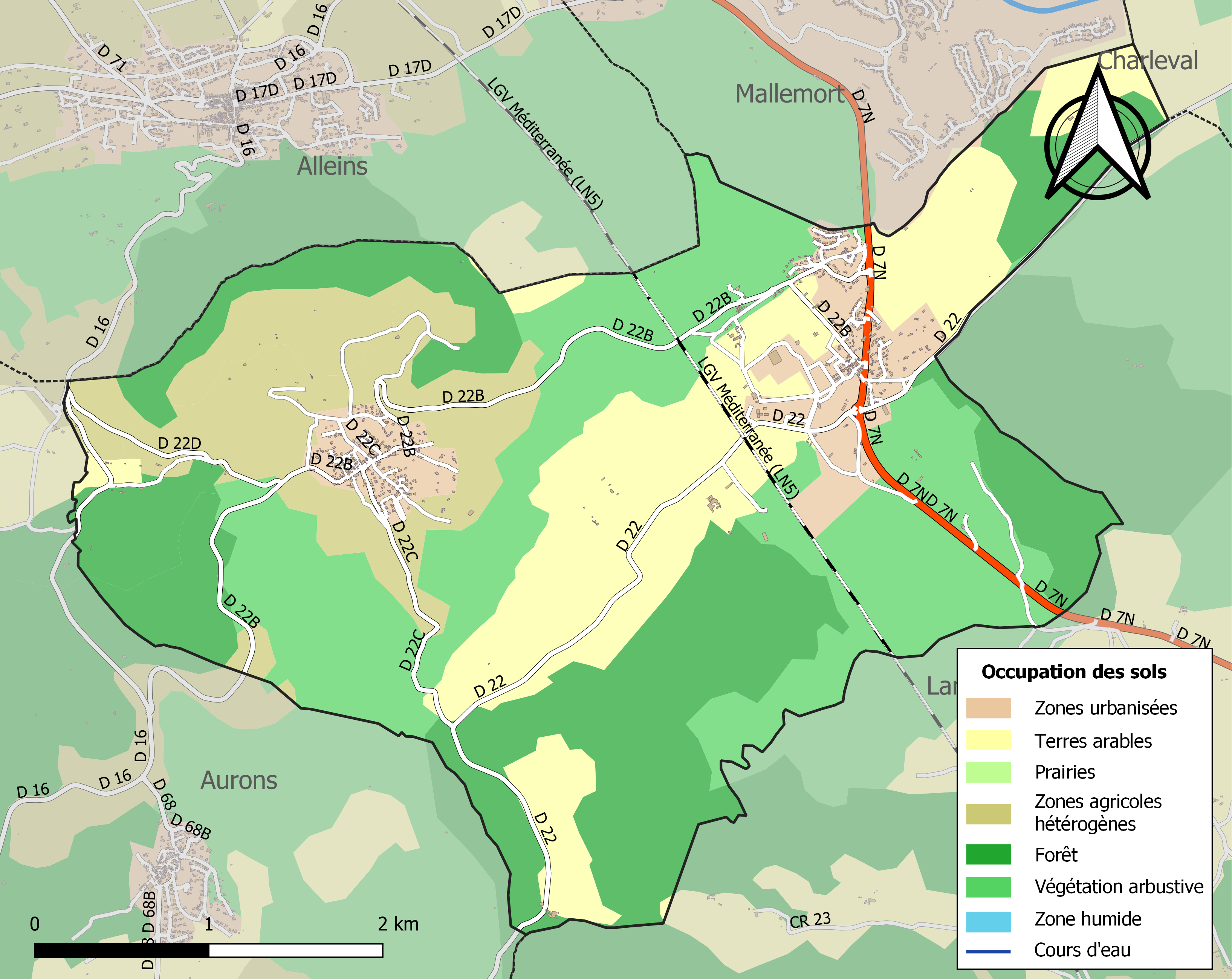
Carte des infrastructures et de l'occupation des sols de la commune en 2018 (CLC).

## Histoire

### Préhistoire
Le territoire communal est occupé dès le néolithique. Une fouille réalisée en 2013 au Clos du Moulin à Cazan met en évidence une importante occupation humaine au chasséen récent, datée entre 4100 et 3800 avant notre ère, constituée d'un "village" d'une quinzaine de bâtiments, dont trois majeurs.

### Antiquité
Le temple romain de Château-Bas est un vestige romain de la fin du Ier siècle avant notre ère,,.

### Moyen Âge
L'histoire de Vernègues débute au VIIIe siècle. D'anciennes chartes révèlent qu'à cette période, il s'y trouve deux castrums : le castrum d'Avallone et le castrum Alvernicum. Le castrum Alvernicum est bâti sur le point le plus élevé, là où sera bâti le Vieux Vernègues. La racine de alvernicum provient probablement du nom des Arvernes.
En 1142, Peire de Lambesc reçoit en fief de l'archevêque Raimon, en contrepartie de l'abandon de ses droits sur Salon, les castra de Vernègues et d'Avallon. Il doit ainsi prêter un serment de fidélité qui l'oblige explicitement à l'hommage, à l'aide (« servicium »), à une albergue de vingt chevaliers et à la reddibilité des deux castra sur simple requête de l'archevêque.

### Temps modernes
Les seigneurs de Vernègues (et de Vinsargues), du nom de Damian, sont originaires du Piémont. Charles de France, duc d'Orléans et de Valois, comte d'Ast, agrège à la noblesse de son comté Guillaume de Damian, seigneur de Vernègues, et Benoît, son frère. Guillaume de Damian se retire à Avignon en 1440 où il épouse Agnès de Sade. En 1442, il achète la terre de Vernègues. À sa mort, il laisse trois héritiers : Michel, Simon et Pionne.
Le père de Guillaume et de Benoît de Damian est Simon, seigneur de Castelinard, dans le Piémont. Guillaume devient seigneur de Vernègues en Provence, par acquisition, en 1442. Par son mariage, il s'allie avec la famille provençale des De Sade. Agnette sa femme n'est autre que, par sa mère, la petite-fille de Catherine De Mornay (1350-1396) et de Guillaume De Puydeval de la Jugie (1345-1381), baron des États de Languedoc.
D'après Gilles Dubois : « La famille de Damian a eu pour dernier représentant le marquis de Damian, capitaine d'infanterie de marine, décédé en septembre 1890 à l'âge de 44 ans. Elle avait fourni des officiers généraux, des gouverneurs de places fortes, un gentilhomme de la chambre du Roi, etc. »
Cela dit, les recherches généalogiques ont permis d'établir (sur Vernègues, Alleins ou encore Lambesc) en aval une des nombreuses descendances de Gonin De Damian et Louise D'Escallis (seigneurs de Vernègues vers 1533) par leur fille Peyronne de Damian et son mari Antoine Richaud telles que les familles : Armelin, Fourment, Mercier, De Lan, Roche, Tertian, Bicheiron, Pélissier, Bonomo, Soler, Mille, Castells et Dumont
Principales alliances : de Sade 1440, 1550, de Cambis-Alais, de Lauris 1565, de Galléan des Issarts 1604, de Seytres-Vaucluse 1607, de Gérente, de Vintimille, d'Agoult d'Olières 1639, d'Esparbès de Lussan 1627, d'Antonelle, de Barrême 1723, de Sorbiers, etc."

### Époque contemporaine

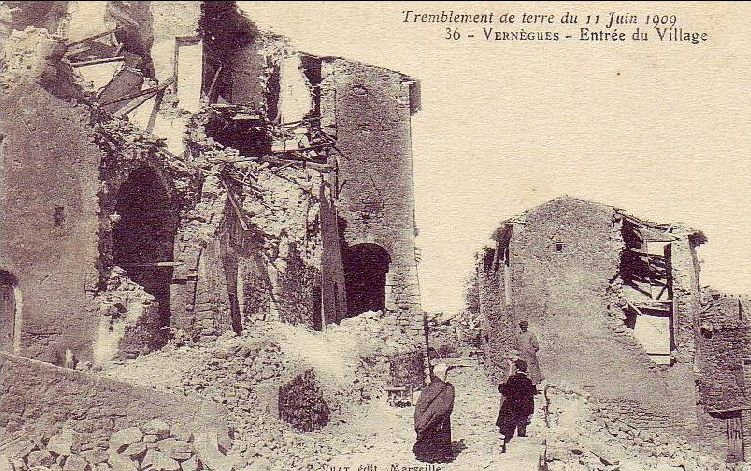
Vernègues après le séisme de 1909 en Provence.

Le tremblement de terre du 11 juin 1909 fait référence à un séisme de magnitude 6,2 sur l'échelle de Richter qui s'est produit dans le sud-est de la France et qui détruisit les villes de Salon-de-Provence, Vernègues, Lambesc, Saint-Cannat et Rognes dans la chaîne de la Trévaresse (Bouches-du-Rhône). Salon, Saint-Cannat, Rognes et Lambesc n'ont pas été détruites par le tremblement de terre, mais plus ou moins gravement endommagées ; Vernègues est le seul village à avoir été entièrement détruit. C'est le tremblement de terre de magnitude la plus élevée enregistré à ce jour en France métropolitaine. À la suite de la destruction, le village fut reconstruit 90 m plus bas.

## Politique et administration

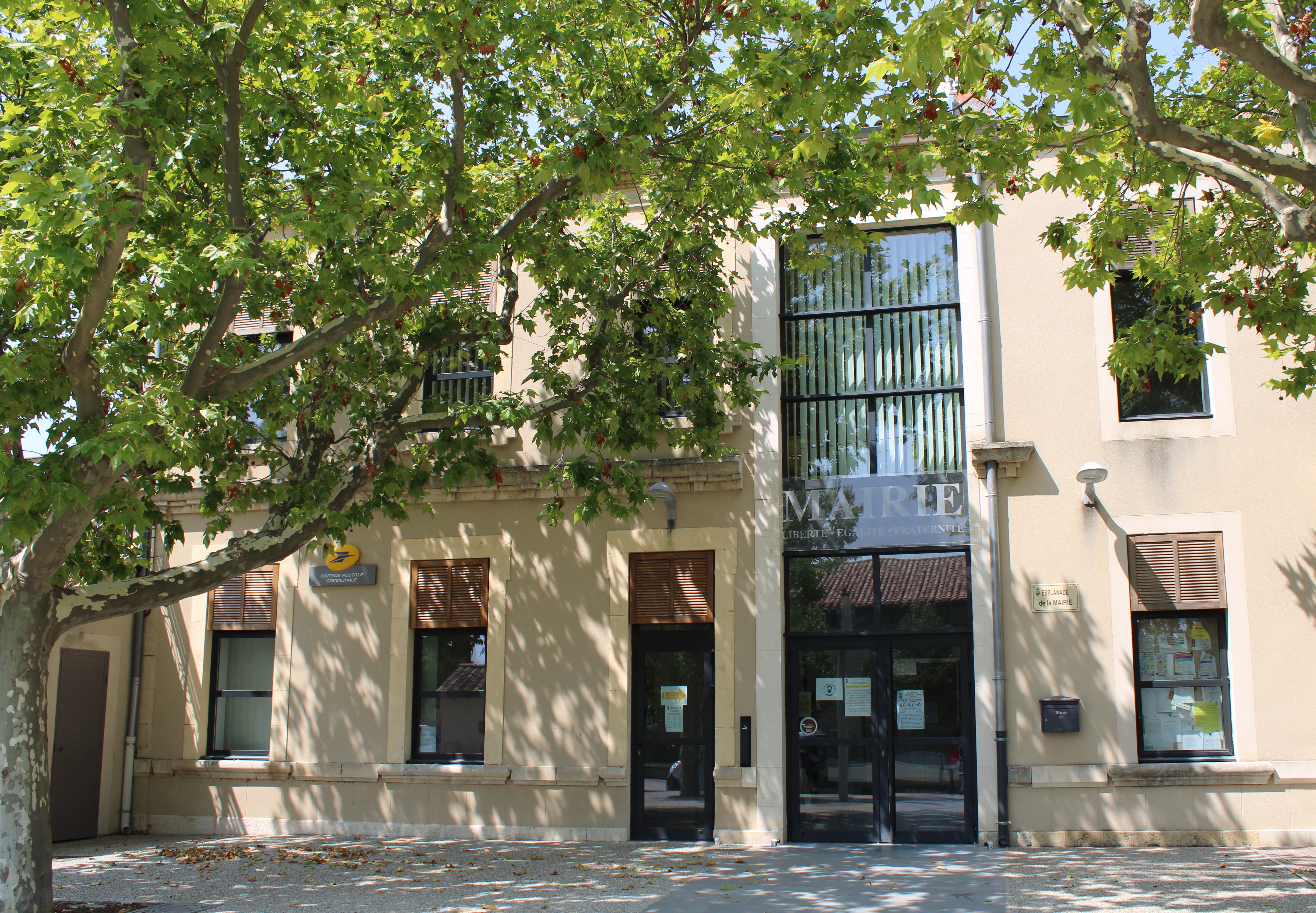
La mairie.

| Période                                  | Période  | Identité             | Étiquette | Qualité       |
| ---------------------------------------- | -------- | -------------------- | --------- | ------------- |
| Les données manquantes sont à compléter. |          |                      |           |               |
| avant 1981                               | ?        | Émile Icard          | PS        |               |
| mars 2008                                | 2020     | Patrick Apparicio    | DVG       | Fonctionnaire |
| juin 2020                                | En cours | Anne Reybaud-Decroix |           |               |

## Population et société

### Démographie
L'évolution du nombre d'habitants est connue à travers les recensements de la population effectués dans la commune depuis 1793. Pour les communes de moins de 10 000 habitants, une enquête de recensement portant sur toute la population est réalisée tous les cinq ans, les populations de référence des années intermédiaires étant quant à elles estimées par interpolation ou extrapolation. Pour la commune, le premier recensement exhaustif entrant dans le cadre du nouveau dispositif a été réalisé en 2004.

En 2022, la commune comptait 2 158 habitants, en évolution de +23,03 % par rapport à 2016 (Bouches-du-Rhône : +2,48 %, France hors Mayotte : +2,11 %).
| 1793 | 1800 | 1806 | 1821 | 1831 | 1836 | 1841 | 1846 | 1851 |
| ---- | ---- | ---- | ---- | ---- | ---- | ---- | ---- | ---- |
| 494  | 465  | 490  | 506  | 515  | 472  | 478  | 524  | 542  |

| 1856 | 1861 | 1866 | 1872 | 1876 | 1881 | 1886 | 1891 | 1896 |
| ---- | ---- | ---- | ---- | ---- | ---- | ---- | ---- | ---- |
| 525  | 561  | 476  | 455  | 432  | 381  | 336  | 368  | 338  |

| 1901 | 1906 | 1911 | 1921 | 1926 | 1931 | 1936 | 1946 | 1954 |
| ---- | ---- | ---- | ---- | ---- | ---- | ---- | ---- | ---- |
| 302  | 298  | 337  | 253  | 235  | 222  | 234  | 219  | 220  |

| 1962 | 1968 | 1975 | 1982 | 1990 | 1999 | 2004  | 2006  | 2009  |
| ---- | ---- | ---- | ---- | ---- | ---- | ----- | ----- | ----- |
| 243  | 259  | 285  | 377  | 687  | 939  | 1 256 | 1 323 | 1 386 |

| 2014  | 2019  | 2022  | - | - | - | - | - | - |
| ----- | ----- | ----- | - | - | - | - | - | - |
| 1 648 | 2 028 | 2 158 | - | - | - | - | - | - |

## Culture locale et patrimoine

### Lieux et monuments
La commune possède de nombreux sites remarquables :
Au village,
- l'église paroissiale Notre-Dame-de-Lourdes
- les lavoirs de Naud, de la Teulière, des Lambert[28]

Au-dessus du village,
- le Vieux-Vernègues, ancien village ruiné par le tremblement de terre de 1909[29], avec notamment les ruines de l'ancien château, inscrites aux Monuments historiques[30] et l'ancienne église Saint-Jacques
- le plateau de Grand Puech, dominant toute la région (alt. entre 370 et 400 m., table d'orientation)

À l'ouest du village, proche de Cazan, 
- le site de Château-Bas, avec les ruines du Temple romain de la Maison-Basse dit de Château-Bas, classé monument historique[31], et la Chapelle Saint-Cézaire qui lui est accolée

Sur la route de Cazan,
- le prieuré et la chapelle Saint-Symphorien[32]

Au-dessus de la plaine de Cazan,
- le viaduc ferroviaire de la ligne à grande vitesse Paris - Marseille (1 416 mètres de long) (voir Schéma de la LGV Méditerranée)

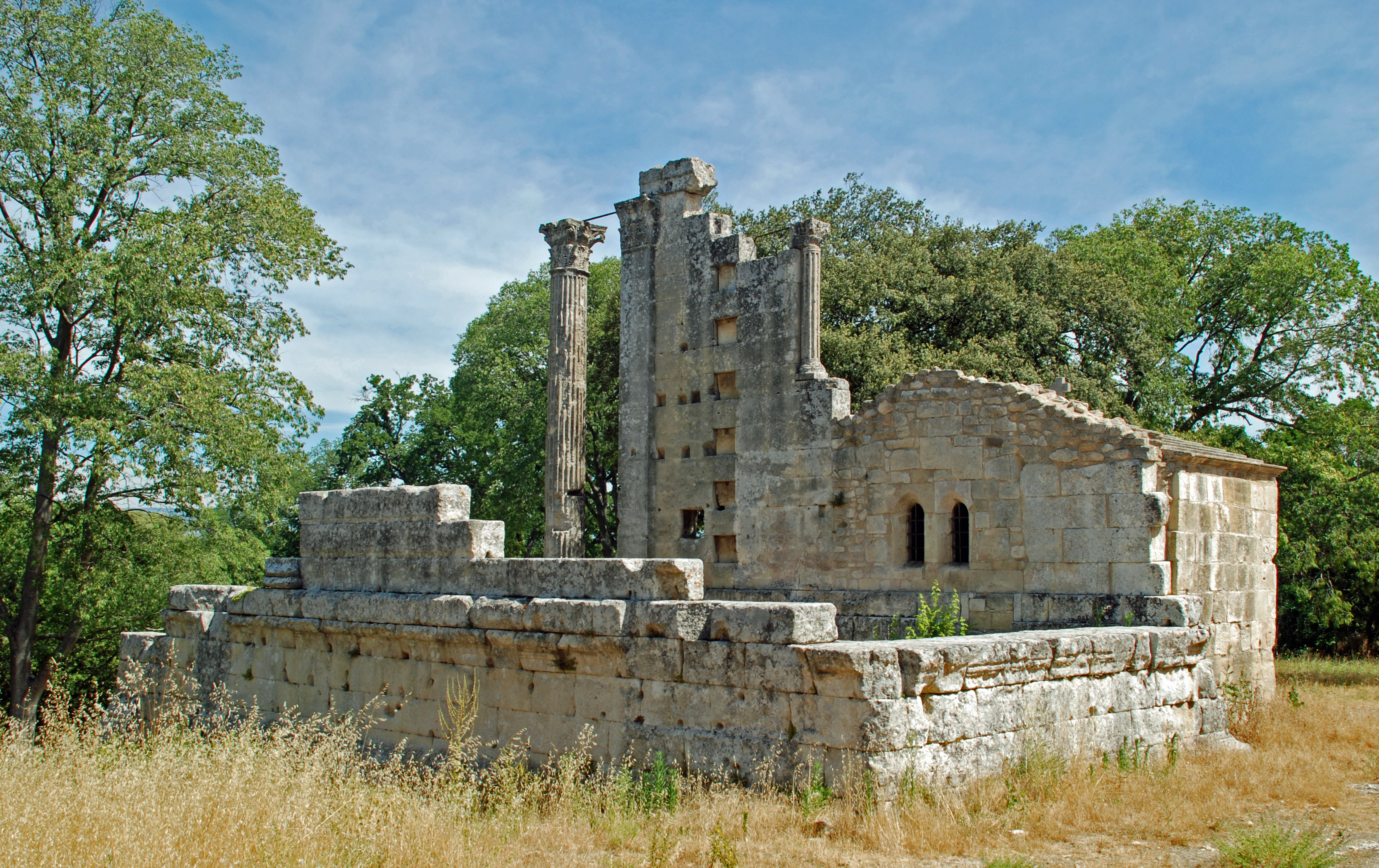
Temple romain de Château-Bas.
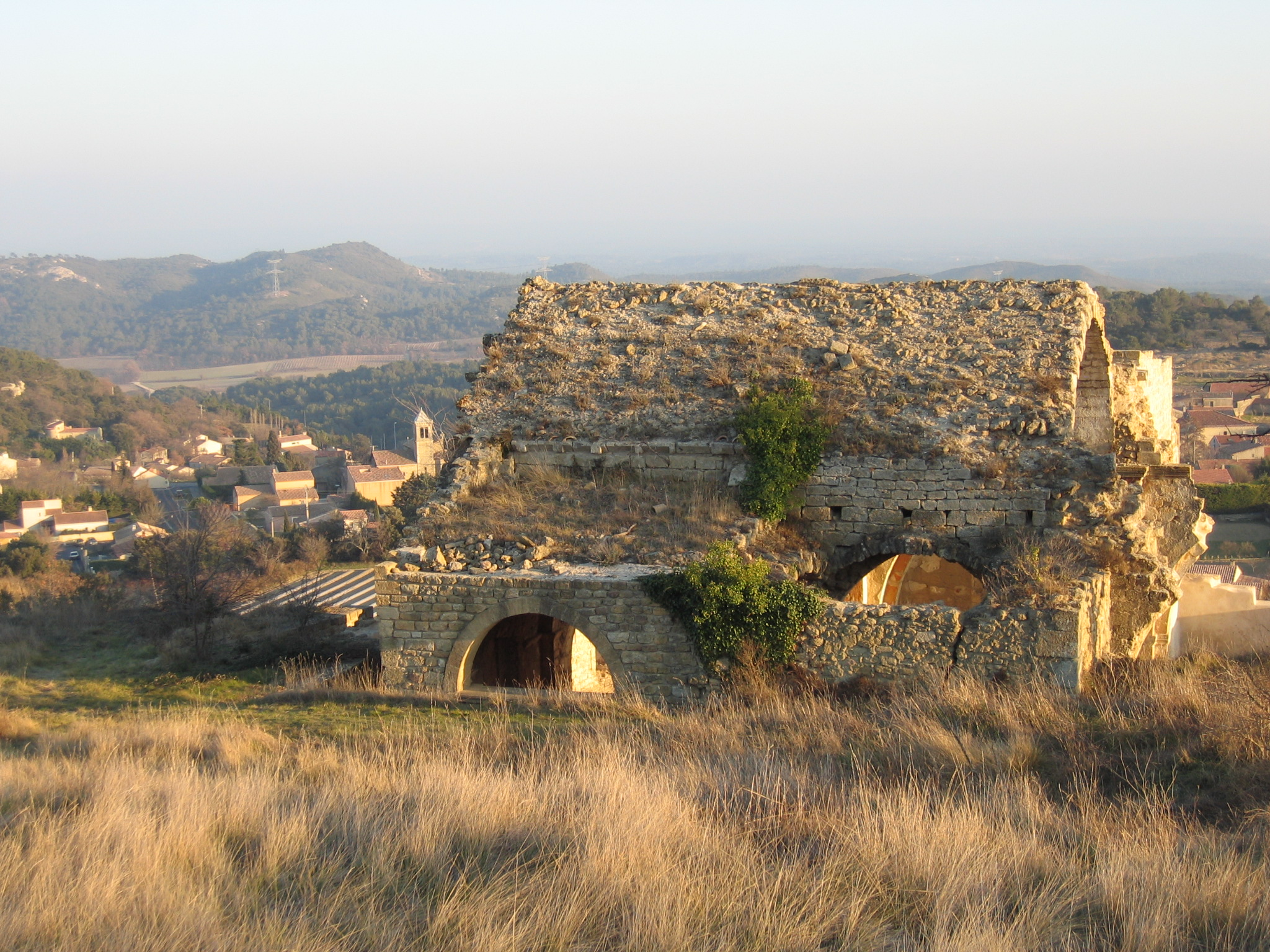
Ancienne église Saint-Jacques.
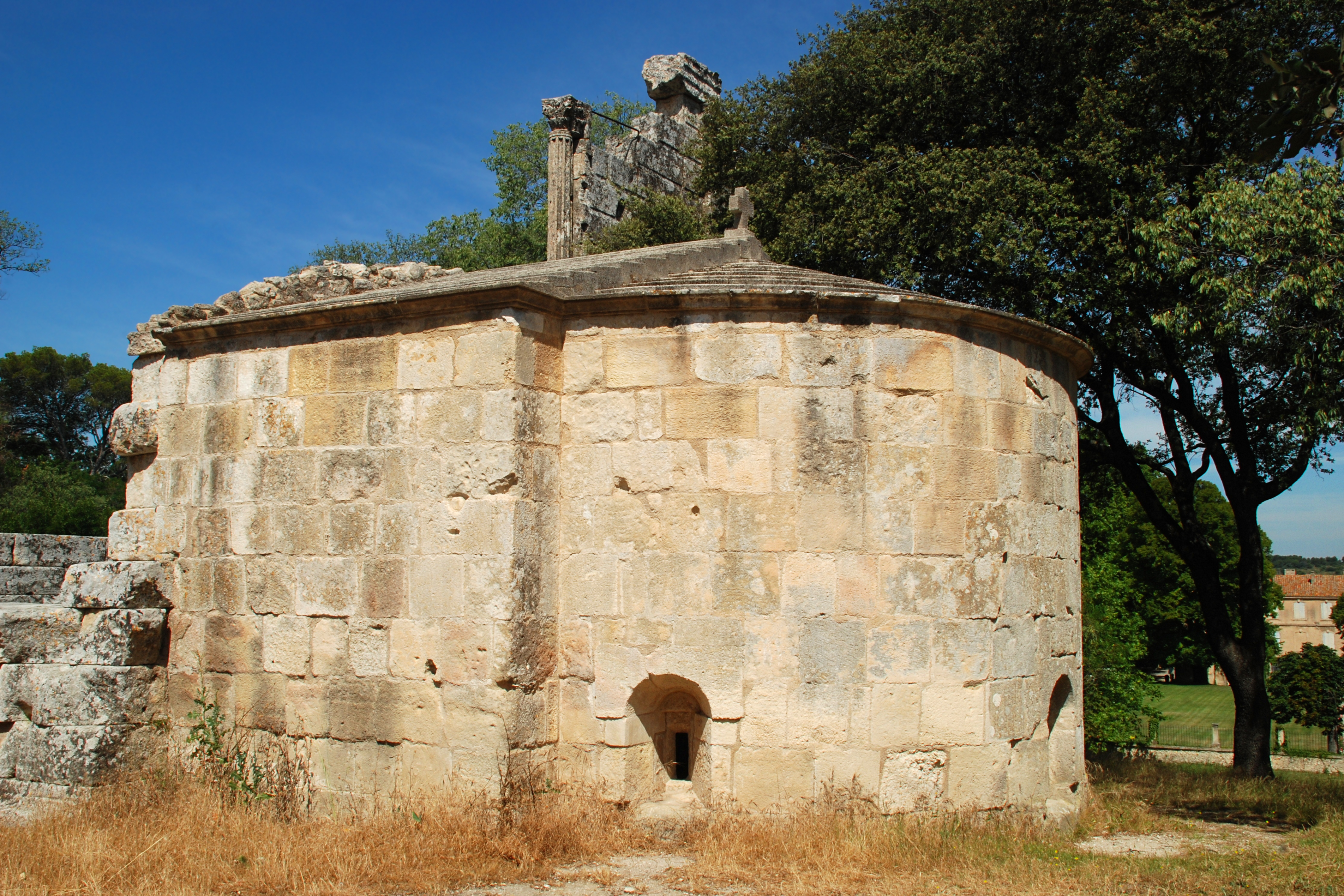
Chapelle Saint-Cézaire de Château-Bas.

### Personnalités liées à la commune
Guillaume de Damian, seigneur de Vernègues (1442 - ?).
Damian (de), en Provence.
Armes : de gueules à une étoile à huit rais d'argent; au chef d'or chargé d'une aigle de sable.
Couronne de Marquis.
Cimier : un paon au naturel, faisant la roue.
Supports : deux licornes.
Devise : Al. Rect. Al. Rect.
Le peintre Henry de Groux est enterré dans le cimetière de Vernegues.

### Héraldique
| Armes de Vernègues | Les armes peuvent se blasonner ainsi : D'argent à un cheval bleu gai d'azur, coupé de sable à une bande d'or. |